# 昭栄町 (宮崎市)
昭栄町（しょうえいちょう）とは、宮崎県宮崎市内の地名。檍地域自治区に属している。郵便番号は880-0833。

## 地理
宮崎市の中心部、檍地域自治区のうち、海沿いに属する住宅地・商業地である。北を新別府町、南東を港3丁目、南を新栄町、西を吉村町と接する。

## 歴史
- 1955年 - 吉村町から昭栄町が成立。

## 世帯数と人口
2023年（令和5年）9月1日現在の世帯数と人口は以下の通りである。
| 町丁   | 世帯数  | 人口  |
| ------ | ------- | ----- |
| 昭栄町 | 318世帯 | 512人 |

## 小・中学校の学区
市立小・中学校に通う場合、学区は以下の通りとなる。
| 町名   | 小学校               | 中学校           |
| ------ | -------------------- | ---------------- |
| 昭栄町 | 宮崎市立宮崎港小学校 | 宮崎市立檍中学校 |

## 交通

### バス
宮交グループの運営するバスが営業している。

### 道路
- 一ツ葉道路北線（宮崎県道10号宮崎インター佐土原線） 昭栄町出入口